# Kiss (álbum de Carly Rae Jepsen)
Kiss é o segundo álbum de estúdio da cantora e compositora canadense Carly Rae Jepsen, lançado em 14 de setembro de 2012 através das gravadoras 604, Schoolboy e Insterscope Records e Polydor Records. Depois que seu álbum de estreia, Tug of War (2008), foi lançado apenas no Canadá, Kiss tornou-se o primeiro álbum de Jepsen a ser distribuído internacionalmente. As canções do álbum estão inseridas nos gêneros nu-disco, dance-pop e teen pop, inspiradas por The Cars, Madonna e Robyn. Apresentando produção de uma amplo grupo de produtores, incluindo Dallas Austin, Josh Ramsay e Redfoo, o álbum conta com colaborações de Justin Bieber e Owl City.
Kiss foi geralmente avaliado positivamente pelos críticos, que elogiaram Jepsen por sua performance vocal, composição e produção. No entanto, consideraram o conteúdo imaturo para a idade dela, que era de 26 anos na época. O álbum estreou na sexta posição da Billboard 200, vendendo mais de 46.000 cópias em sua primeira semana e estreou na quinta colocação da tabela de álbuns canadense. O álbum e seus singles renderam a Jepsen duas indicações ao Grammy Awards, incluindo Canção do Ano, e ganhou os prêmios de Álbum do Ano e Álbum Pop do Ano no Juno Awards de 2013.
Kiss também entrou nas tabelas da Europa, Austrália, Nova Zelândia, Japão e Reino Unido e, em 2021, já havia vendido mais de um milhão de cópias mundialmente. Três singles precederam o álbum; o carro-chefe "Call Me Maybe" foi um gigantesco sucesso comercial, alcançando o topo das tabelas em mais de 15 países, conquistando mais de 900 milhões de streams no Spotify e vendendo mais de 18 milhões de cópias mundialmente. O segundo single, "Good Time", uma colaboração com Owl City, também alcançou o top dez. O terceiro single, "This Kiss", foi lançado em setembro de 2012 e atingiu o top 40 no Canadá, enquanto o quarto e último single, "Tonight I'm Getting Ove You", foi lançado em 19 de fevereiro de 2013.

## Antecedentes

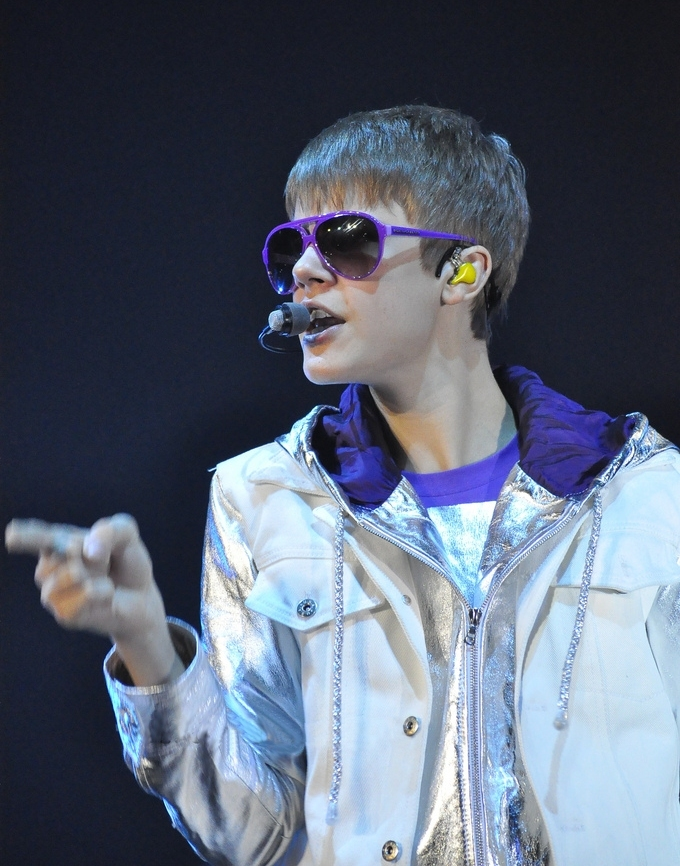
Justin Bieber (foto) foi um dos responsáveis pela projeção mundial dada a carreira de Jepsen.

Em setembro de 2011, Carly Rae Jepsen lançou no Canadá o 1º single do EP Curiosity, "Call Me Maybe". A faixa rapidamente alcançou o sucesso nas rádios do país. Em dezembro do mesmo ano, após ouvir a canção na rádio durante uma visita a sua família no natal, o artista canadense Justin Bieber escreveu a seguinte mensagem em seu Twitter: "Call Me Maybe da Carly Rae Jepsen é provavelmente a música mais cativante que eu já ouvi".
Em fevereiro de 2012, o empresário de Bieber, Scooter Braun, dono da Schoolboy Records, assinou um contrato com Jepsen e lançou-a no mercado internacional. Alguns dias depois, Bieber, Selena Gomez, Ashley Tisdale e outros artistas postaram um vídeo no YouTube no qual fizeram um cover de "Call Me Maybe". O vídeo se tornou rapidamente um sucesso da internet, fazendo com que a canção se tornasse um sucesso mundial. A faixa atingiu a liderança de várias paradas musicais, incluindo a Billboard Hot 100, a UK Singles Chart, a Syndicat National de l'Édition Phonographique, a Canadian Hot 100, a ARIA Charts, entre outras. Em 26 junho de 2012, foi divulgada a faixa "Good Time", parceria de Jepsen e Owl City. A obra liderou as tabelas do Canadá e da Nova Zelândia. O anúncio do lançamento do álbum foi feito em agosto, e no mês seguinte, a artista lançou o single "This Kiss" e o álbum.

## Conceito, título, estilo e influências
Durante uma entrevista para a MTV News, Jepsen falou sobre o conceito e o título do álbum. Ela disse:
"Eu estava dando uma entrevista uma vez e alguém apareceu do nada e me perguntou: 'Como seu álbum vai se chamar?', e eu respondi: 'Kiss', e foi assim que eu decidi [...] Ele fala na verdade sobre o amor, sobre os flertes e sobre o início dessas coisas, e sinto que ele é realmente adequado para isso, e bem, há uma faixa no álbum chamada 'This Kiss' que eu acho que é provavelmente minha música favorita, e acho que é por causa disso."
Sobre o estilo do álbum e suas inspirações, Jepsen disse: "São ideias de músicas e letras que tenho colecionado ao longo dos anos. É um álbum pop, inspirado por Robyn, The Cars, Madonna e, acredite ou não, James Taylor."

## Recepção crítica
| Críticas profissionais | Críticas profissionais |
| Pontuações agregadas   | Pontuações agregadas   |
| Fonte                  | Avaliação              |
| ---------------------- | ---------------------- |
| Metacritic             | 64/100                 |
| Avaliações da crítica  |                        |
| Fonte                  | Avaliação              |
| AllMusic               | 4 de 5 estrelas.       |
| BBC Music              | Positiva               |
| Billboard              | Positiva               |
| Boston Globe           | Mista                  |
| Entertainment Weekly   | B-                     |
| Los Angeles Times      | 3 de 5 estrelas.       |
| NOW Magazine           | 4 de 5 estrelas.       |
| PopMatters             | 7/10                   |

Kiss recebeu, em sua grande maioria, críticas favoráveis. No Metacritic, que pontua os álbuns em uma escala de 0 a 100 de acordo com a média de aprovação da crítica, o disco obteve 64 pontos de aprovação, baseado em 12 críticas, o que indica "críticas geralmente favoráveis". Heather Phares, do AllMusic, deu ao álbum quatro de cinco estrelas, e descreveu-o como "Um dos melhores e mais doces álbuns pop de 2012". Fraser McAlpine, da BBC Music, deu uma crítica positiva ao disco, e disse que ele (o álbum) "É casto e feito sob medida para quem acha Rihanna muito madura, Lady Gaga muito esquisita e Katy Perry muito onipresente". Jason Lipshutz, da Billboard, deu uma crítica positiva ao álbum, afirmando que ele "Possui a sonoridade de uma artista tentando incansavelmente provar seu poder de permanência e tentado transformar a 'magia da garrafa' em um delicioso coquetel. O resultado é um álbum que chega com pouca força, mas que possui o pedigree pop para evitar maiores erros". Ele também falou sobre a temática inocente das letras, dizendo que "não há nada de errado com a anunciada inocência, especialmente para uma artista em ascensão que está tentando conquistar o público mais jovem, mas vai ser interessante ver como (e quando) as composições de Jepsen amadurecerão no período pós-'Kiss', e concluiu dizendo que "uma coisa é certa: Esse LP não será o último que ouviremos na voz por trás do maior sucesso do verão de 2012". Adam Markovitz, da revista Entertainment Weekly, deu a Kiss um B-, e afirmou que nele "Jepsen dá uma arrancada suficientemente louca", mas disse que "nenhuma delas [as músicas] possuem o estilo inconfudível de um sucesso". Ele concluiu dizendo que o disco "é um produto dos contos de fada pop, mas infelizente o tempo de Jepsen no baile está acabando", vindo a recomendar as faixas "Call Me Maybe" e "Tonight I'm Getting Over You".

## Lista de faixas
A lista de faixas foi divulgada por Jepsen no dia 3 de setembro de 2012, por meio de sua conta oficial no Twitter, na qual ela postou uma imagem que continha o título das canções escritos em forma de desenhos.
| Kiss – Edição padrão |                                 |                                                                            |                                  |         |  |
| N.º                  | Título                          | Compositor(es)                                                             | Produtor(es)                     | Duração |  |
| 1.                   | "Tiny Little Bows"              | Carly Rae Jepsen Dallas Austin Tavish Crowe Sam Cooke                      | Austin Cory Enemy Colin Janz     | 3:21    |  |
| 2.                   | "This Kiss"                     | Jepsen Matthew Koma Stefan Kendal Gordy Kelly Covell                       | Redfoo Koma                      | 3:48    |  |
| 3.                   | "Call Me Maybe"                 | Jepsen Josh Ramsay Crowe                                                   | Ramsay                           | 3:13    |  |
| 4.                   | "Curiosity" (nova versão)       | Jepsen Ryan Stewart                                                        | Austin Enemy Stewart Mighty Mike | 3:33    |  |
| 5.                   | "Good Time" (com Owl City)      | Adam Young Matthew Thiessen Brian Lee                                      | Young Stewart                    | 3:25    |  |
| 6.                   | "More Than a Memory"            | Jepsen Koma Gordy                                                          | Koma                             | 4:02    |  |
| 7.                   | "Turn Me Up"                    | Jepsen Bonnie McKee Josh Abraham Oliver Goldstein Kevin Maher              | Abraham Oligee Enemy             | 3:44    |  |
| 8.                   | "Hurt So Good"                  | Jepsen Koma                                                                | Koma                             | 3:08    |  |
| 9.                   | "Beautiful" (com Justin Bieber) | Toby Gad Bieber Alex Lambert                                               | Gad Kuk Harrell                  | 3:18    |  |
| 10.                  | "Tonight I'm Getting Over You"  | Jepsen Lukas Hilbert Max Martin Clarence Coffee Jr. Shiloh Katerina Loules | Martin Hilbert                   | 3:39    |  |
| 11.                  | "Guitar String / Wedding Ring"  | Jepsen Ramsay Crowe                                                        | Ramsay                           | 3:26    |  |
| 12.                  | "Your Heart is a Muscle"        | Jepsen Gad                                                                 | Gad                              | 3:49    |  |
| Duração total:       | Duração total:                  | Duração total:                                                             | Duração total:                   | 42:26   |  |

| Kiss – Edição padrão internacional (faixa bônus)[Nota] |                                |                |                |         |  |
| N.º                                                    | Título                         | Compositor(es) | Produtor(es)   | Duração |  |
| 13.                                                    | "I Know You Have a Girlfriend" | Jepsen Koma    | Koma           | 3:03    |  |
| Duração total:                                         | Duração total:                 | Duração total: | Duração total: | 45:29   |  |

| Kiss – Edição deluxe estadunidense[Nota 2] |                        |                                                                                |                                    |         |  |
| N.º                                        | Título                 | Compositor(es)                                                                 | Produtor(es)                       | Duração |  |
| 13.                                        | "Drive"                | Jepsen Austin Michael McGarity Jaden Michaels Crowe                            | Austin Mike Enemy                  | 2:59    |  |
| 14.                                        | "Wrong Feels So Right" | Jepsen David Listenbee Francesca Richard Jordan Orvosh Gordy Andre Smith Crowe | GoonRock Redfoo Jordan Gatsby Koma | 4:17    |  |
| 15.                                        | "Sweetie"              | Jepsen Klas Ahlund Jack Antonoff Sara Quin                                     | Ahlund Koma                        | 3:38    |  |
| Duração total:                             | Duração total:         | Duração total:                                                                 | Duração total:                     | 53:26   |  |

| Kiss – Edição deluxe da iTunes Store estadunidense (faixa bônus)[Nota 3] |                  |                |                |         |  |
| N.º                                                                      | Título           | Compositor(es) | Produtor(es)   | Duração |  |
| 16.                                                                      | "Almost Said It" | Jepsen         | Koma           | 2:27    |  |
| Duração total:                                                           | Duração total:   | Duração total: | Duração total: | 55:50   |  |

| Kiss – Edição deluxe internacional e das Lojas Target |                                |                |                |         |  |
| N.º                                                   | Título                         | Compositor(es) | Produtor(es)   | Duração |  |
| 16.                                                   | "I Know You Have a Girlfriend" | Jepsen Koma    | Koma           | 3:03    |  |
| Duração total:                                        | Duração total:                 | Duração total: | Duração total: | 56:29   |  |

| Kiss – Edição deluxe internacional do Spotify |                |                |                |         |  |
| N.º                                           | Título         | Compositor(es) | Produtor(es)   | Duração |  |
| 17.                                           | "Picture"      | Jepsen         | Stewart        | 3:03    |  |
| Duração total:                                | Duração total: | Duração total: | Duração total: | 59:32   |  |

| Kiss – Edição deluxe internacional da iTunes Store |                  |                |                |         |  |
| N.º                                                | Título           | Compositor(es) | Produtor(es)   | Duração |  |
| 17.                                                | "Almost Said It" | Jepsen         | Koma           | 2:27    |  |
| Duração total:                                     | Duração total:   | Duração total: | Duração total: | 58:27   |  |

| Kiss – Edição japonesa (faixa bônus) |                 |                |                |         |  |
| N.º                                  | Título          | Compositor(es) | Produtor(es)   | Duração |  |
| 18.                                  | "Melt with You" | Jepsen Koma    | Koma           | 4:00    |  |
| Duração total:                       | Duração total:  | Duração total: | Duração total: | 62:57   |  |

| Kiss – DVD da edição de luxo limitada japonesa |                              |                   |         |  |
| N.º                                            | Título                       | Diretor(es)       | Duração |  |
| 1.                                             | "Call Me Maybe" (videoclipe) | Ben Knechtel      | 3:20    |  |
| 2.                                             | "Call Me Maybe" (bastidores) | Ben Knechtel      |         |  |
| 3.                                             | "Good Time" (videoclipe)     | Declan Whitebloom | 3:28    |  |
| 4.                                             | "Good Time" (bastidores)     | Declan Whitebloom |         |  |

#### Créditos desample
- "Tiny Little Bows" contém samples da faixa "Cupid", performada por Sam Cooke.

Notas
[Nota]: Essa faixa só está disponível na edição padrão de alguns países ao redor do mundo. Nos demais países, a edição padrão possui apenas 12 faixas.
[Nota 2]: Na edição de luxo de alguns países, a faixa "Almost Said It" é substituida pela faixa "I Know You Have a Girlfriend", que troca de posição: Enquanto na edição padrão ela é a 13ª faixa, na edição de luxo ela é a 16ª.
[Nota 3]: Na iTunes Store de alguns países, "Almost Said It" entra como uma faixa bônus da edição de luxo, no caso, como a 17ª faixa.

## Desempenho nas tabelas musicais
Kiss estreou na sexta posição da Billboard 200 com 46 mil cópias vendidas. No Japão, foram comercializadas 29.528 unidades do disco na semana de lançamento, o que o colocou na quarta colocação da lista da Oricon. Na semana seguinte o álbum desceu para a sexta posição da parada, vendendo mais 19.022 cópias e acumulando 48.550 cópias vendidas após duas semanas. No Canadá, foram vendidas 8 mil cópias do disco, que estreou na quinta posição da Canadian Albums Chart. Na Bélgica, o álbum estreou na trigésima-segunda posição da Ultratop 50 (região de Flandres) e na quadragésima-segunda posição da Ultratop 40 (região da Valônia). Na semana seguinte, subiu seis posições na primeira e quinze na segunda, atingindo, respectivamente, a vigésima-sexta e a vigésima-sétima posições. Na terceira semana, conseguiu subir novamente na Ultratop 50, chegando a décima-quinta colocação. Na Noruega, Kiss estreou na vigésima-oitava posição da VG-lista e na semana seguinte subiu quatro posições, se tornando o vigésimo-quarto colocado da lista. Hoje em dia, o álbum já acumula mais de 1 milhão de cópias comercializadas ao redor do mundo.

### Posições
| Tabela musical (2012)             | Melhor posição |
| --------------------------------- | -------------- |
| Alemanha (Media Control)          | 22             |
| Austrália (ARIA)                  | 8              |
| Áustria (IFPI)                    | 25             |
| Bélgica (Flandres) (Ultratop 50)  | 15             |
| Bélgica (Valônia) (Ultratop 40)   | 27             |
| Canadá (Canadian Albums Chart)    | 5              |
| Dinamarca (Hitlisten)             | 26             |
| Escócia (Official Charts Company) | 7              |
| Espanha (Promusicae)              | 20             |
| Estados Unidos (Billboard 200)    | 6              |
| França (SNEP)                     | 11             |
| Irlanda (IRMA)                    | 16             |
| Itália (FIMI)                     | 31             |
| Japão (Oricon)                    | 4              |
| México (AMPROFON)                 | 16             |
| Noruega (VG-lista)                | 24             |
| Nova Zelândia (RIANZ)             | 6              |
| Países Baixos (MegaCharts)        | 47             |
| Reino Unido (UK Albums Chart)     | 9              |
| Suíça (Schweizer Hitparade)       | 18             |

| País   | Certificação | Provedor     | Vendas   |
| ------ | ------------ | ------------ | -------- |
| Brasil | Ouro         | ABPD         | 20,000+  |
| Canadá | Ouro         | Music Canada | 40,000+  |
| Japão  | Platina      | RIAJ         | 300,000+ |

## Histórico de lançamento
| País           | Data                   | Gravadora(s)                             | Formato(s)           | Edição(ões)                 |
| -------------- | ---------------------- | ---------------------------------------- | -------------------- | --------------------------- |
| Alemanha       | 14 de setembro de 2012 | UMG, 604, Schoolboy, Interscope, Polydor | CD, download digital | Padrão, de luxo             |
| Austrália      | 14 de setembro de 2012 | UMG, 604, Schoolboy, Interscope, Polydor | CD, download digital | Padrão, de luxo             |
| Bélgica        | 14 de setembro de 2012 | UMG, 604, Schoolboy, Interscope, Polydor | CD, download digital | Padrão, de luxo             |
| Países Baixos  | 14 de setembro de 2012 | UMG, 604, Schoolboy, Interscope, Polydor | CD, download digital | Padrão, de luxo             |
| Brasil         | 17 de setembro de 2012 | UMG, 604, Schoolboy, Interscope, Polydor | Download digital     | Padrão, de luxo             |
| Dinamarca      | 17 de setembro de 2012 | UMG, 604, Schoolboy, Interscope, Polydor | Download digital     | Padrão, de luxo             |
| Espanha        | 17 de setembro de 2012 | UMG, 604, Schoolboy, Interscope, Polydor | Download digital     | Padrão, de luxo             |
| França         | 17 de setembro de 2012 | UMG, 604, Schoolboy, Interscope, Polydor | CD, download digital | Padrão, de luxo             |
| Itália         | 17 de setembro de 2012 | UMG, 604, Schoolboy, Interscope, Polydor | Download digital     | Padrão, de luxo             |
| Portugal       | 17 de setembro de 2012 | UMG, 604, Schoolboy, Interscope, Polydor | CD, download digital | Padrão, de luxo             |
| Reino Unido    | 17 de setembro de 2012 | UMG, 604, Schoolboy, Interscope, Polydor | CD, download digital | Padrão, de luxo             |
| Suécia         | 17 de setembro de 2012 | UMG, 604, Schoolboy, Interscope, Polydor | Download digital     | Padrão, de luxo             |
| Brasil         | 18 de setembro de 2012 | UMG, 604, Schoolboy, Interscope, Polydor | CD                   | Padrão, de luxo             |
| Canadá         | 18 de setembro de 2012 | UMG, 604, Schoolboy, Interscope, Polydor | CD, download digital | Padrão, de luxo             |
| Dinamarca      | 18 de setembro de 2012 | UMG, 604, Schoolboy, Interscope, Polydor | CD                   | Padrão, de luxo             |
| Espanha        | 18 de setembro de 2012 | UMG, 604, Schoolboy, Interscope, Polydor | CD                   | Padrão, de luxo             |
| Estados Unidos | 18 de setembro de 2012 | UMG, 604, Schoolboy, Interscope, Polydor | CD, download digital | Padrão, de luxo             |
| Itália         | 18 de setembro de 2012 | UMG, 604, Schoolboy, Interscope, Polydor | CD                   | Padrão, de luxo             |
| México         | 18 de setembro de 2012 | UMG, 604, Schoolboy, Interscope, Polydor | CD, download digital | Padrão, de luxo             |
| Japão          | 19 de setembro de 2012 | UMG, 604, Schoolboy, Interscope, Polydor | CD, download digital | Padrão, de luxo (limitadas) |
| Suécia         | 19 de setembro de 2012 | UMG, 604, Schoolboy, Interscope, Polydor | CD                   | Padrão, de luxo             |